# Dummerstorf
Dummerstorf é uma municipalidade no distrito de Bad Doberan, em Meclemburgo-Pomerânia Ocidental, na Alemanha.